# Hauptstraße 22 (Frickenhausen am Main)

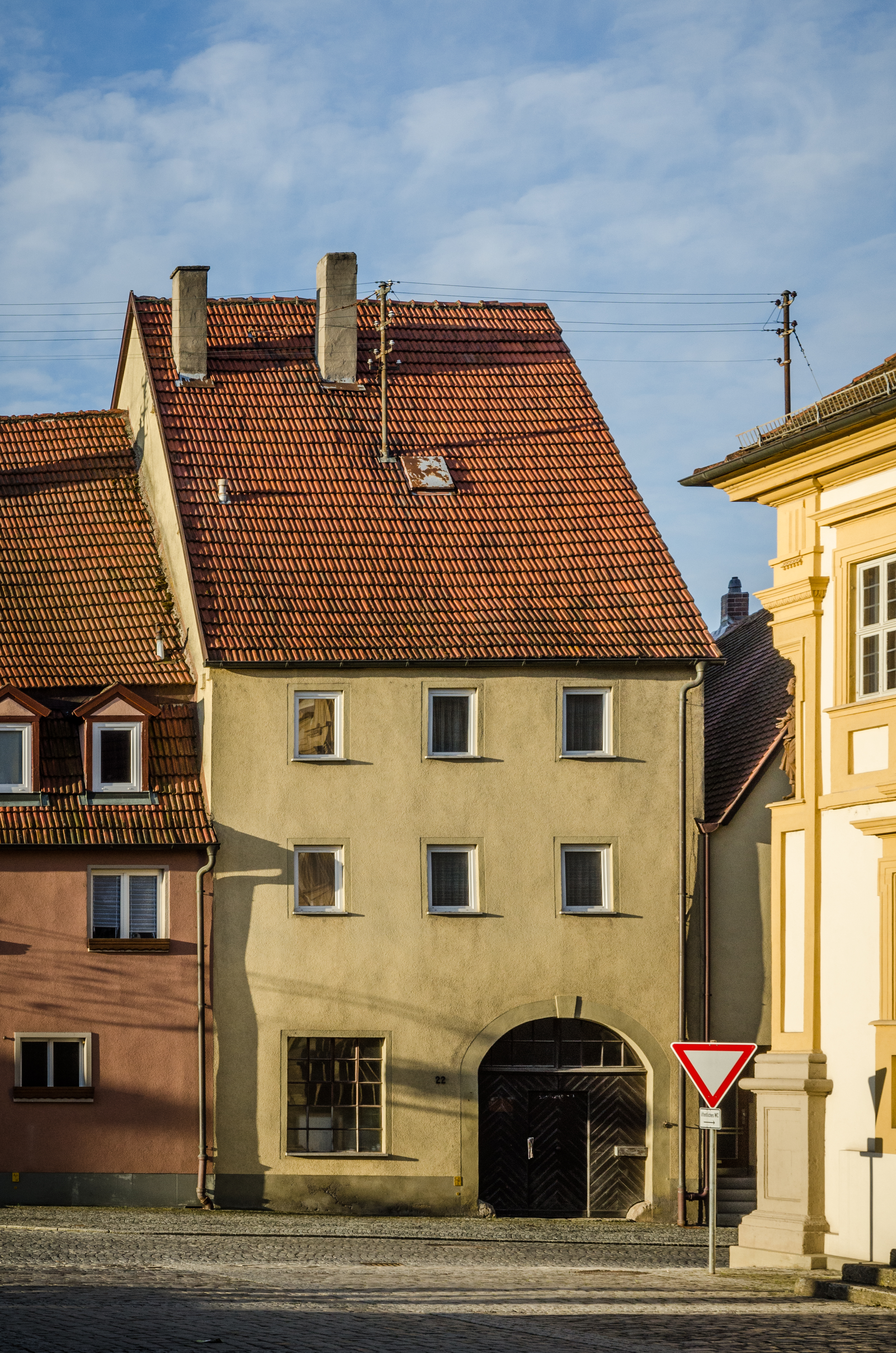
Gebäude Hauptstraße 22 in Frickenhausen am Main

Das Gebäude Hauptstraße 22 in Frickenhausen am Main, einer Gemeinde im unterfränkischen Landkreis Würzburg in Bayern, wurde 1801 errichtet. Die ehemalige Schmiede und heutiges Wohnhaus an der Ecke zur Spitalgasse ist ein geschütztes Baudenkmal.
Der dreigeschossige Satteldachbau mit Fachwerkobergeschossen hat eine segmentbogige Toreinfahrt. 
Die Fassade wurde schon vor langer Zeit vereinfacht und verputzt.